# Вінченцо да Філікайя
Вінченцо да Філікайя (Філікаї) (італ. Vincenzo da Filicaja; 30 грудня 1642, Флоренція — 24 вересня 1707, Флоренція) — італійський поет XVIII століття, автор патріотичних канцонів та сонетів, член Академії дела Круска та Аркадської академії; один із засновників італійського класицизму.

## Життєпис
Походив із флорентійської сенаторської родини; вчився у Пізанському університеті, де здобув юридичну освіту. У своїх сонетах оспівував кохання, після смерті коханої жінки, мотив сонетів змінився на релігійну та патріотичну тематику.
Після звільнення Яном Собеським з козаками Відня у 1683 році написав декілька канцонів, присвячених перемозі християнського світу на мусульманським. Мешкаючи на селі, він не зумів видати свої твори, та показав лише частину обмеженому колу осіб. Випадково знайшовши герцогом Тоскани Козімо III, під враженням показав їх Собеському та королеві Христині Шведській. Згодом королева взяла на виховання його синів. Філікаї займав адміністративні посади у Тоскані. Герцог Козімо надав йому звання сенатора. Будучи фінансово незалежним, він почав видавати свої твори. Після його смерті син продовжив цю справу.
Найбільш популярним твором Філікайа є сонет 83-й, де він оплакує нещастя Італії, та сумує, що вона надто прекрасна й через це стає бажаною здобиччю для ворогів, і надто слабка, щоб боротися з ними до перемоги. Його твори перекладені кількома європейськими мовам.
Поезія Філікайа відрізняється пластичністю та мелодійністю.

## Роботи
- «Poesie e lettera di Vincenzo da Filicaja» (Флоренція, 1864).

## Український переклад
Українською Вінченцо да Філікайя переклав Павло Грабовський; переклад уперше опубліковано 1895 року в збірці «З чужого поля» у Львові.